# Dianthidium anophrys
Dianthidium anophrys is een vliesvleugelig insect uit de familie Megachilidae. De wetenschappelijke naam van de soort is voor het eerst geldig gepubliceerd in 1988 door Griswold & Michener.